# اختبار الرخصة الطبية الأمريكية الخطوة 2 (المهارات السريرية)
اختبار ال usmle step 2 (ما يعرف بالبورد) هو المرحلة الثانية من اختبار الرخصة الطبية الأمريكية هو امتحان يعقد لطلاب الطب أو الخريجين الذين يرغبون في أن يصبحوا أطباء مرخصين في الولايات المتحدة الأمريكية وهو مماثل لمستوى امتحان كومليكس 2 الذي يعقد في الولايات المتحدة لخريجي كلية طب العظام الذين يسعون للترخيص كأطباء مقيمين في الولايات المتحدة.
بالنسبة لطلاب الطب في الولايات المتحدة رسوم الامتحان هو 1275 دولار (كما ورد في ديسيمبر 2016), اما بالنسبة لطلاب الطب من المدارس الأجنبية تكلفة الاختبار أعلى -حاليا 1535 دولار.هذه الرسوم لا تشمل التكاليف المرتبطة بالسفر ى الإقامة لتقديم الامتحان. تاريخيا الطلاب الأمريكيين يتقدمون لامتحان المهارات السريرية 2 في وقت متأخر من السنة العليا قبل التخرج.أبا كان، الآن العديد من برامج الإقامة تتطلب من الطلاب تسجيل درجة النجاح، كما أن العديد من المدارس الطبية في الولايات المتحدة توصي الطلاب بالتقدم لامتحان المهارات السريرية 2 في خريف السنة العليا. 
العلامات
يتم تصنيف العلامات على أساس ناجح \راسب دون أي درجة رقمية مرتبطة به على عكس الامتحانات الأخرى من سلسلة امتحانات الUSMLE إذ يتم تسجيل الممتحنين على ثلاثة مكونات فرعية منفصلة: الاتصالات ومهارات التعامل مع الآخرين واجادة التحدث باللعة الإنجليزية وتكامل اللقاء السرسري.يجي أن يتم تجاوز كل المكونات الثلاثة الفرعية في إدارة واحدة من أجل تحقيق النجاح في الخطوة الثانية من امتحان المهارات السريرية 
الاتصالات والمهارات الشخصية 
تشمل تقييم مهارات الاتصال التي تركز على المريض لتعزيز العلاقة وجمع المعلومات وتوفيرها ومساعدة المريض على اتخاذ القرار ودعم مشاعرهم يتم تقييم الاتصالات والمهارات الشخصية من قبل مرضى مقننين إذ بسجلون هذه المهارات باستخدام قائمة مراجعة تعتمد على السلوك الملاحظ.
في فبراير 2016 أطلق مجموعة من الطلاب من مدرسة هارفرد الطبية التماسا وطتيا يدعو إلى انهاء الخطوة الثانية من المهارات السريرية ومنذ بدء الالتماس جمعت أكثر من 16000 توقيع من طلاب الطب والأطباء من جميع أنحاء البلاد
في أيار 2016 المجتمع الطبي الماساشيستوس والمجتمع الطبي في ولاية ميشيغان أصدرت قرارات تدعو إلى حذف الخطوة الثانية (المهارات السريرية)
في يونيو 2016 الجمعية الطبية أريزونا وقسم طالب الطب قدموا اقتراحات تدعو إلى حذف الخطوة الثانية (المهارات السريرية). كل الاقتراحات الأربعة ا قدمت إلى الجمعية الطبية الأمريكية في 2016 في البيت السنوي لاجتماع المندوبين وتم الجمع والاعتماد كبديل، قرار واحد عن طريق التصويت بالاجماع في 15\6\2016 اللغة المعتمدة تدعو الجمعية الطبية أريزونا للعمل مع FSMB,NMBE ولاية المجتمعات الطبية وولاية مجالس الطب لمتابعة الانتقال من الخطوة الثانية (امتحان المهارات السريرية) إلى مدرسة تعقد امتحان المهارات السريرية كمتطلب ترخيص

## البنية
ويتكون امتحان الUSMLE المرحلة الثانية مرحلة المهارات السريرية من سلسلة من اللقاءات مع المرضى التي يجب أن يرى الممتحن فيها مرضى موحدين، واتخاذ التاريخ، والقيام بالفحص البدني، وتحديد التشخيص التفاضلي، ومن ثم كتابة مذكرة المريض على أساس قراراتهم. الموضوعات التي يتم تناولها هي الزيارات الشائعة والمتكررة في العيادات الخارجية أو غرفة الطوارئ والتي يواجهها في مجالات الطب الباطني، والجراحة، والطب النفسي، وطب الأطفال، والتوليد وأمراض النساء. ويتوقع من الممتحنين التحقيق في الشكوى الرئيسية والافتراضية للمريض، وكذلك الحصول على تقييم دقيق لتاريخهم الطبي الماضي، والأدوية، والحساسية، والتاريخ الاجتماعي (بما في ذلك الكحول والتبغ وتعاطي المخدرات والممارسات الجنسية، وما إلى ذلك)، وتاريخ العائلة. وعادة ما يكون للمتحنين لقاء هاتفي واحد، يتكلمون من خلاله إلى المريض المحدد من خلال ميكروفون حيث لا يوجد فيه عنصر فحص بدني فعلي.
ويسمح للممتحنين ب 15 دقيقة لإكمال كل لقاء و 10 دقائق لكتابة مذكرة المريض لكل لقاء واحد مع المريض. مذكرة المريض تختلف قليلا عن مذكرة SOAP القياسية. وبالنسبة لمذكرة الامتحان، سيقوم الممتحنين بتوثيق الحقائق المتعلقة بتاريخ المرض الحالي وكذلك عناصر من التاريخ الطبي الماضي، وتاريخ الدواء، والحساسية، والتاريخ الاجتماعي، والتاريخ العائلي، والفحص البدني. وبعد ذلك، سيحدد الممتحنون ما يصل إلى 3 تشخيصات تفاضلية تتعلق بأعراض المريض الافتراضية، والاختبارات أو الإجراءات للتحقيق في شكاوي المريض الافتراضية. كما يجب على الممتحنين أن يدرجوا النتائج الإيجابية والسلبية ذات الصلة لدعم كل تشخيص محتمل. لن يوصي المعالجون بأي علاجات محددة في المذكرة على النقيض من مذكرة SOAP السريرية الصحيحة (أي، السوائل عن طريق الوريد، المضادات الحيوية، أو الأدوية الأخرى). وعلى مدار يوم امتحان مدته 8 ساعات، يكمل الممتحنين 12 مقابلة من هذا القبيل. ويطلب من الممتحنين كتابة مذكرات المرضى على جهاز الكمبيوتر.
تم استبدال USMLE المرحلة الثانية مرحلة المهارات السريرية بتقييم المهارات السريرية ECFMG السابق اعتبارا من 14 يونيو 2004. وقد أجري آخر تطبيق لتقييم المهارات السريرية ECFMG في 16 أبريل 2004. عندما بدأ تقييم المهارات السريرية لأول مرة كان تماما للخريجين الأطباء الأجانب في حين لم يطلب من خريجي الولايات المتحدة القيام بذلك. ويعتبر ذلك معيارا مزدوجا في عملية الترخيص الطبي في الولايات المتحدة. في وقت لاحق تم استبدال USMLE المرحلة الثانية مرحلة المهارات السريرية بتقييم المهارات السريرية وأصبحت شاملة لجميع الخريجين الأطباء.
•مهارة إتقان التحدث باللغة الإنجليزية (SEP) - ويشمل تقييم وضوح التواصل عن طريق التحدث باللغة الإنجليزية في سياق لقاء الطبيب والمريض (على سبيل المثال، النطق، واختيار الكلمة، والتقليل من الحاجة إلى تكرار الأسئلة أو البيانات). يتم تقييم أداء SEP من قبل المرضى الموحدين باستخدام مقياس التصنيف العالمي، حيث يستند التقييم على وتيرة النطق أو أخطاء اختيار الكلمة التي تؤثر على الفهم ومقدار الجهد المبذول من المستمع لفهم أسئلة وردود فعل الممتحنين. 
•	اللقاء السريري المتكامل (ICE) - يشمل تقييم مهارات كل من جمع البيانات وتفسير البيانات. ويتكون تسجيل النقاط لهذا المكون الفرعي من قائمة تنجز من قبل المرضى الموحدين فيما يتعلق بجزء الفحص البدني من اللقاء، ومن التصنيفات العالمية المقدمة من قبل أطباء مدربين على التصنيف.ويقدم المصنفين لمذكرة المريض تصنيفات على الملخص الموثق لنتائج لقاء المريض (التاريخ والفحص البدني)، والانطباعات التشخيصية، وتبرير التشخيصات المحتملة، والدراسات التشخيصية الأولية للمرضى.

## مراكز الامتحان
ويمكن إجراء هذا الامتحان في الولايات المتحدة في خمسة مراكز لتقييم المهارات السريرية (CSEC)، وتقع في:
•أتلانتا، جورجيا
•شيكاغو، إلينوي
•هيوستن، تكساس
•لوس انجلوس كاليفورنيا
•فيلاديلفيا، بنسيلفينيا

## الجِدال
تمت إضافة اختبار الخطوة الثانية الخاص بالمهارات السريرية إلى سلسلة اختبارات الرخصة الطبية الأمريكي عام 2004 من قِبل المجلس الوطني للامتحانات الطبية واتحاد المجالس الطبية الحكومية. ومع ذلك، فقد حصل الاختبار على انتقادات بسبب  رسوم الاختبار العالية والحاجة للشفر إلى واحدة من خمسة مواقع للاختبار. حتى قبل طرح الامتحان، إثارت الجمعية الطبية الأمريكية  مخاوف جِدّية بِشان الامتحان، وذلك بسبب فشلها في توفير تغذية راجعة من الطلاب وغرفة من أجل المداواة، وأيضاً لانه لم يكن هناك إثبات على أن الاختبار أنجز مهمته فعلاً في حماية المجتمع.
ابتداءً من عام 2004, أجرى برنامج اختبار الرخصة الطبية الأمريكي مراجعة شاملة لاختبار الرخصة الطبية الأمريكي، وتوصف باسم المراجعة الشاملة لاختبار الرخصة الطبية الأمريكي (CRU). وقد تم الإشراف على المراجعة من قِبل لجنة تقييم برامج اختبار الرخصة الطبية الأمريكي (CEUP), والتي تتألف من طلاب، ومقيمين، وأطباء، وأعضاء من الجهة المانحة للترخيص، ومنظمات التعليم العالي والدراسات العليا. كان هدف اللجنة تحديد إذا كانت رسالة وقصد  اختبار الرخصة الطبية الأمريكي مدعوم بفعالية وكفاءة بواسطة التصميم والهيكل والتنسيق الحالي لاختبار الرخصة الطبية الأمريكي. وكان ينبغي توجيه هذه العملية – في جزء منها- بواسطة تحيل المعلومات التي جًمِعت من الأشخاص المعنيين، وأن تُنتِج توصيات لإدارة الاختبار. عملت لجنة تقييم برامج اختبار الرخصة الطبية الأمريكي (CEUP) من عام 2006 إلى بداية 2008. وينص تقريرها الختامي على أن «لا تشير   أي من ردود الافعال (الواردة من الأشخاص المعنيين الآخرين) أن اختبار الرخصة الطبية الأمريكي مُعتل أو ناقص، لكن هناك اهتمام كبير في تعزيز وتطوير البرنامج». إضافةَ إلى ذلك، يشير  التقرير إلى أنه «يبدوا أن هناك ردود فصل قوية  لاختبار  الخطوة الثانية الخاص بالمهارات السريرية وشعرت اللجنة بأن الاستفتاء  والبيانات الخاصة بلقاء الأشخاص المعنيين تحتاج  لأن يتم تفسيرها  بطريقة خاصة  من خلال محاولة فصل (لكن مع البقاء على حذر) القضايا المتعلقة بآلية وتكاليف اختبار  الخطوة الثانية الخاص بالمهارات السريرية  مقابل القيمة التي يهدف الاختبار قياسها.  وبالنسبة للقضايا المتعلقة  بالآلية  وتكالف الاختبار،  أدركت اللجنة أن اختبار الرخصة الطبية الأمريكي يجب أن حَذِر جداً بشأن العبء الذي يتحمله المُمتَحَنين من قِبل تنسيق هذا الاختبار ويجب أخذ الأثر على المُمتَحَنين بعين الاعتبار عند اقتراح الاتجاهات المستقبلية. فيما يتعلق بالمهارات التي يقيسها  اختبار الخطوة الثانية الخاص بالمهارات السريرية، يبدو أن هناك مخاوف قانونية حول المحتوى. العديد من الناس ترغب بأن ترى الاختبار يبدأ بتقييم ما إذا كان الطالب المُمتَحَن قادر على  اكتشاف وتفسير النتائج غير الطبيعية والتعامل مع قضايا التواصل الخَطِرة. وكان هناك إعراب متكرر عن رؤية أن الوقت قد حان لهذا الاختبار للتعزيز وأن العديد من مهارات التواصل الأكثر تقدماَ يمكن تقييمها بواسطة هذه الأداة.» رداً على ردود الأفعال التي جُمِعت، أوصت اللجنة بأن «تقييم المعارات السريرية يبقى جزء من اختبار الرخصة الطبية الأمريكي، لكن برنامج اختبار الرخصة الطبية الأمريكي ينظر الاًن إلى طرق لتعزيز أساليب الاختبار  المستخدمة حالياً، من أجل إضافة مهارات إضافية مهمة للممارسة الطبية. وأيضاً أوصت بلأن التحديات والتكاليف الإدارية على المُمتَحَنين المتعلقة بتنسيقات الاختبار سوف تعطى وزناً كبيراً عند بحث التغيرات المستقبلية.»(9)
وفي عام 2013, أثارت مقالة نشرت في صحيفة نيو إنجلاند للطب المخاوف حول أهمية وقيمة الاختبار. وحسب   المؤلفون تكاليف الاختبار بمفردها التي يتحملها المُمتَحَنين سنوياً حيث بلغت 36 مليون دولار، وتكاليف كَشف طالب واحد ممن فَشِل في الاختبار ويفوم بمحاولات العودة تبلغ 1.1 مليون دولار.(10) وفي رسالة للمحرر من قيادة المجلس الوطني للامتحانات الطبية واتحاد المجالس الطبية الحكومية كرد على المقالة تم تسليط الضوء على الحاجة لعرض أهمية وقيمة اختيار الخطوة الثانية الخاص بالمهارات السريرية  من نواحي أخرى فضلاً عن التكلفة فقط؛ على وجه التحديد؛  صرّحوا بأن «بالرغم من اهتمام (المؤلفين) بالتكلفة يتناسب مع المناخ الخالي في مجال الرعاية الصحيّة، فإن القيمة المشار إليها في عنوانهم هي مَهمّة الجودة إضافة إلى التكلفة. لقد فَشِلوا في التقدير الكامل للتأثير طويل الأمد لبرنامج التقييم هذا على سلامة المرضى ورضاهم، والتوقعات المجتمعية، والتعليم الطبي الفعّال.» وكذلك لقد لاحظو أن  إدراج الخطوة الثانية الخاصة بالمهارات السريرية  ضمن برنامج اختبار الرخصة الطبية الأمريكي «جعل اختبار الرخصة الطبية الأمريكي قريب من تلبية توقعات المجتمع حيث يظهر الاطباء الكفاءة في التواصل مع المرضى وفحصهم.»

## روابط خارجية
- To the Official webpage of the USMLE about the Step 2CS
- ECFMG official website
- FMGmentor.com
- End Step 2 CS